# Vanessa Giangrasso
Vanessa Giangrasso (* 11. Juni 1990 in Karlsruhe) ist eine in Deutschland geborene italienische Fußballspielerin, die seit 2014 für den Karlsruher SC spielt.

## Karriere
Die in Karlsruhe geborene Giangrasso verbrachte einen Großteil ihrer Jugend in Italien, wo sie im Ortsteil Riozzo, der Gemeinde Cerro al Lambro aufwuchs. In Riozzo startete sie 1999 ihre aktive Fußballkarriere beim Ortsansässigen Associazione Calcio Riozzese, bevor sie 2005 nach Deutschland zurückkehrte. Giangrasso setzte ab Sommer 2005 ihre Karriere in der Jugendmannschaft des Post Südstadt Karlsruhe fort. Nach zwei Jahren in der U-16 und 16 Mannschaft von Post Südstadt, entschied sich Giangrasso für einen Wechsel in die erste Mannschaft des Stadtrivalen Karlsruher SC zu wechseln. Beim KSC sammelte sie erste Erfahrungen im Seniorenfußball und spielte für den Verein in der Oberliga Baden-Württemberg. Durch gute Leistungen in den folgenden fünf Jahren für Karlsruhe überzeugte sie die Scouts des TSG 1899 Hoffenheim und unterschrieb am 27. Juni 2012 in Sinsheim. Am 1. Spieltag der Saison 2012/2013 feierte sie ihr Debüt in der 2. Fußball-Bundesliga Süd für die TSG 1899 Hoffenheim, bei einem 6:0 über den 1. FFC Recklinghausen. Giangrasso spielte in ihrer ersten Profi-Saison in 10 Spielen für Hoffenheim und hatte gewichtigen Anteil am Aufstieg der Mannschaft in die Frauen-Bundesliga. Dort feierte sie am 3. Oktober 2013 ihr Bundesliga-Debüt bei einem 2:2-Unentschieden gegen den TSV Bayer 04 Leverkusen. Nachdem sie im Laufe der Saison immer wieder mit Verletzungen zu kämpfen hatte, kam sie danach nur noch in der zweiten Mannschaft in der Regionalliga Süd zum Einsatz. Im Sommer 2014 wurde Giangrosso bei der TSG 1899 verabschiedet und sie verließ den Verein mit zunächst unbekannten Ziel. Nach rund zwei Monaten ohne Verein kehrte sie zum Oberligisten Karlsruher SC zurück.

## Persönliches
Giangrasso besuchte die Heinrich-Lanz-Schule in Mannheim und machte dort 2008 ihren Realschulabschluss.